# Walter Lüchinger
Walter Lüchinger (* 26. Februar 1926 in Belmont, Massachusetts, Vereinigte Staaten; † 26. August 2021 in den Vereinigten Staaten) war ein Schweizer Ruderer.

## Biografie
Walter Lüchinger wurde in Belmont im US-Bundesstaat Massachusetts als Sohn Schweizer Eltern geboren. Zusammen mit Walter Näpflin, Carmelito Bolli, Franz Zumbühl und Steuermann Walter Ludin gewann er 1949 EM-Silber im Vierer mit Steuermann.
In den zwei Folgejahren sicherte er sich mit Alexander Siebenhaar und Walter Ludin zwei weitere EM-Silbermedaillen im Zweier mit Steuermann.
Bei den Olympischen Sommerspielen 1952 in Helsinki schied das Trio in der Zweier mit Steuermann-Regatta bereits im Hoffnungslauf vorzeitig aus.
1955 heiratete Lüchinger die Schauspielerin und Miss Hawaii Dell-Fin Poaha, die er 1951 zufällig in Japan kennengelernt hatte. Das Paar hatte drei Kinder. Nach seinem Militärdienst in der Schweizer Armee, lebte Lüchinger später sowohl in den Vereinigten Staaten als auch in der Schweiz. Er starb im August 2021 im Alter von 95 Jahren.